# Syngropia stictica
Syngropia stictica är en fjärilsart som beskrevs av George Francis Hampson 1912. Syngropia stictica ingår i släktet Syngropia och familjen Crambidae. Inga underarter finns listade i Catalogue of Life.